# Dolores (partido)
Pour les articles homonymes, voir Dolores.
Dolores est un partido de la province de Buenos Aires fondé en 1865 dont la capitale est Dolores.
La subdivision provinciale a une population d'environ 32 000 habitants sur une superficie de 1 980 km², et sa capitale est Dolores située à une distance de 210 km de Buenos Aires.

## Localités
- Dolores, (26 601 habitants en 2010)
- Sevigné, (216 habitants en 2010)

### Parajes
- El Amparo
- Loma de Roldán
- Loma de Salomón
- Los Sauquitos
- Parravicini
- Sol de Mayo